# Sambour (distrito)
Sambour es uno de los cinco distritos que forman la provincia camboyana de Kratié, con una población estimada en marzo de 2008 de 55 696 habitantes. Está dividido en las siguientes  comunas (khum), que se muestran asimismo con población estimada de 2008:
- Boeng Char 3,105
- Kampong Cham 8,862
- Kaoh Khnhaer 4,317
- Kbal Damrei 4,930
- Ou Krieng 6,764
- Roluos Mean Chey 4,435
- Sambour 8,203
- Sandan 7,007
- Srae Chis 4,195
- Voadthonak 3,878[1]